# Isochromodes sabularia
Isochromodes sabularia là một loài bướm đêm trong họ Geometridae.